# Lege de compoziție

Lege de compoziție

În mod frecvent se vorbește despre operații matematice pe anumite mulțimi. De exemplu, operația de scădere a numerelor întregi este un procedeu prin care perechii de numere întregi {\displaystyle (x,y)\in \mathbb {Z} \times \mathbb {Z} } i se asociază numărul întreg {\displaystyle x-y\in \mathbb {Z} }. Este important să se considere perechea sau mulțimea ordonată (x,y) și nu mulțimea {x,y}, deoarece contează ordinea în care apar x și y. De exemplu, perechiii (y,x) îi corespunde prin această operație numărul {\displaystyle y-x\in \mathbb {Z} }, care în general diferă de x-y.
Generalizând, fie M o mulțime nevidă. Se numește lege de compoziție internă (sau operație algebrică) pe mulțimea M orice funcție definită pe M × M cu valori în M:
{\displaystyle {\begin{array}{rccl}*:&M\times M&\longrightarrow &M\\&(x,y)&\longmapsto &z=x*y\end{array}}}
care asociază fiecărei perechi {\displaystyle (x,y)\in M\times M} un element unic {\displaystyle x*y\in M}. Elementul {\displaystyle x*y\in M} se citește x compus cu y.
O operație algebrică poate fi notată prin mai multe simboluri, de exemplu: {\displaystyle +,-,\times ,\oplus ,\circ ,\bigodot ,\cap ,\cup ,\Delta \!} etc.

## Exemple de operații algebrice
- Adunarea pe mulțimea {\displaystyle \mathbb {N} }:

{\displaystyle {\begin{array}{rccl}+:&\mathbb {N} \times \mathbb {N} &\longrightarrow &\mathbb {N} \\&(x,y)&\longmapsto &z=x+y\end{array}}}
- Scăderea pe mulțimea {\displaystyle \mathbb {Z} }:

{\displaystyle {\begin{array}{rccl}-:&\mathbb {Z} \times \mathbb {Z} &\longrightarrow &\mathbb {Z} \\&(x,y)&\longmapsto &z=x-y\end{array}}}
- Înmulțirea pe mulțimea {\displaystyle \mathbb {R} }:

{\displaystyle {\begin{array}{rccl}\circ :&\mathbb {R} \times \mathbb {R} &\longrightarrow &\mathbb {R} \\&(x,y)&\longmapsto &z=x\circ y\end{array}}}
- Adunarea pe mulțimea de matrici {\displaystyle {\mathcal {M}}_{n}(\mathbb {C} )}:

{\displaystyle {\begin{array}{rccl}+:&{\mathcal {M}}_{n}(\mathbb {C} )\times {\mathcal {M}}_{n}(\mathbb {C} )&\longrightarrow &{\mathcal {M}}_{n}(\mathbb {C} )\\&(X,Y)&\longmapsto &Z=X+Y\end{array}}}

## Părți stabile față de operația *
Fie o mulțime nevidă M și o operație * pe M. Prin definiție, o submulțime nevidă {\displaystyle {\mathit {H}}\subseteq {\mathit {M}}} se numește  parte stabilă (închisă) a lui M față de operația * dacă:
{\displaystyle \forall {\mathit {x}},{\mathit {y}}\in {\mathit {H}}\Rightarrow {\mathit {x}}*{\mathit {y}}\in {\mathit {H}}}
În acest caz restricția operației * la submulțimea H, adică funcția {\displaystyle \circ :{\mathit {H}}\times {\mathit {H}}\rightarrow {\mathit {H}},({\mathit {x}},{\mathit {y}})\mapsto {\mathit {x}}\circ {\mathit {y}}} se numește operație pe H indusă de operația * de pe M.
Cele două operații pe M și pe H au fost notate diferit deoarece ele nu sunt egale ca funcții.

### Exemple de părți stabile
- Submulțimea {\displaystyle \mathbb {Z} } este o parte stabilă a lui {\displaystyle \mathbb {R} } față de adunare, deci putem spune că adunarea pe {\displaystyle \mathbb {Z} } este indusă de adunare de pe {\displaystyle \mathbb {R} }.
- Submulțimea {\displaystyle \mathbb {H} =\left\{1,-1,i,-i\right\}} este parte a lui {\displaystyle \mathbb {C} } stabilă față de înmulțire deoarece produsele elementelor din H se mențin tot în H.

## Proprietățile unei operații
Fie o mulțime nevidă M și o operație * pe M. Spunem că:
1°  Operația * este asociativă dacă {\displaystyle (x*y)*z=x*(y*z),\forall x,y,z\in M}.
2°  Operația * este comutativă dacă {\displaystyle x*y=y*x,\forall x,y\in M}
3°  Operația * are elementul neutru e dacă {\displaystyle \exists e\in M} astfel încât {\displaystyle x*e=e*x=x,\forall x\in M}.
4°   Dacă operația * are elementul neutru {\displaystyle e\in M}, spunem că un element {\displaystyle x\in M} este simetrizabil față de operația * dacă {\displaystyle \exists x^{\prime }\in M} astfel încât {\displaystyle x*x^{\prime }=x^{\prime }*x=e} (x′ se numește simetricul lui x).

### Tabla Cayley
Ea este un tabel cu {\displaystyle n} linii și {\displaystyle n} coloane, unde {\displaystyle n=cardM}, liniile și coloanele fiind etichetate fiecare cu câte unul din cele {\displaystyle n} elemente ale lui {\displaystyle M}.
```
Tabla Cayley a operației * conține la intersecția liniei de etichetă 

  

    

      

        
x

      

    

    
{\displaystyle x}

  

 cu coloana de etichetă 

  

    

      

        
y

      

    

    
{\displaystyle y}

  

, elementul 

  

    

      

        
x

        
∗

        
y

      

    

    
{\displaystyle x*y}

  

. 
```

Fie {\displaystyle a_{1},a_{2},...,a_{n}} cele n elemente ale mulțimii {\displaystyle M}, atunci forma standard a tablei Cayley este: 
| {\displaystyle *}     | {\displaystyle a_{1}} | ... | {\displaystyle a_{j}}       | ... | {\displaystyle a_{n}} |
| --------------------- | --------------------- | --- | --------------------------- | --- | --------------------- |
| {\displaystyle a_{1}} |                       |     |                             |     |                       |
| ...                   |                       |     |                             |     |                       |
| {\displaystyle a_{i}} |                       |     | {\displaystyle a_{i}*a_{j}} |     |                       |
| ...                   |                       |     |                             |     |                       |
| {\displaystyle a_{n}} |                       |     |                             |     |                       |

Tabla Cayley asociată perechii  {\displaystyle (M,*)} permite vizualizarea operației * și testarea rapidă a unor proprietăți pe care le verifică operația *.
Dacă forma standard a perechii  {\displaystyle (M,*)} este dată de tabla de mai sus, atunci matricea {\displaystyle A=(a_{i}j)} , unde {\displaystyle a_{i}j=a_{i}*a_{j}},{\displaystyle \forall i,j\in N} și se numește matricea asociată perechii .{\displaystyle (M,*)}
Comutativitatea unei operații algebrice definită pe o mulțime finită se poate testa imediat examinând tabla sa Cayley: comutativitate ce înseamnă {\displaystyle a_{i}*a_{j}=a_{j}*a_{i}},pentru orice i,j.Adică tabla sa Cayley este simetrică față de diagonala principală.

### Comentarii și exemple
1°  În notația aditivă (+) elementul neutru se notează cu 0 și se numește element nul, iar simetricul unui element x se notează cu -x și se numește opusul lui x. De exemplu, adunarea  pe mulțimea {\displaystyle \mathbb {Z} } este asociativă, comutativă și are elementul neutru 0, iar orice element {\displaystyle x\in \mathbb {Z} } este simetrizabil față de adunare,având simetricul -x.
2°  În notația multiplicativă elementul neutru este notat cu 1 sau cu e și se numește element unitate, iar simetricul unui element x se notează cu x-1 sau cu {\displaystyle {\frac {1}{x}}} și se numește inversul lui x. Elementul x care are element invers se numește element inversabil. De exemplu, înmulțirea pe mulțimea {\displaystyle \mathbb {Z} } este asociativă, comutativă și are elementul neutru 1, dar singurele elemente simetrizabile în {\displaystyle \mathbb {Z} } față de înmulțire sunt 1 cu simetricul 1 și -1 cu simetricul -1, celelalte elemente nu sunt simetrizabile deoarece simetricele lor nu aparțin mulțimii {\displaystyle \mathbb {Z} }.  Înmulțirea pe {\displaystyle \mathbb {R} }\{0} este asociativă, comutativă, are elementul neutru 1 și toate elementele sunt simetrizabile, deoarece toate elementele sunt inversabile, iar inversele lor aparțin lui {\displaystyle \mathbb {R} }.

## Propoziție
Fie o mulțime nevidă M și o operație * pe M. Atunci:
1°  Dacă operația * are elementul neutru {\displaystyle e\in M}, acesta este unic determinat.
2°  Dacă operația * este asociativă și are elementul neutru e, iar {\displaystyle x\in M}, este un element simetrizabil, atunci simetricul {\displaystyle x^{\prime }\in M}, al lui x este unic determinat.

### Demonstrație
1°  Dacă {\displaystyle e^{\prime }\in M} ar fi un alt element neutru , atunci {\displaystyle e*e^{\prime }=e}, deoarece {\displaystyle e^{\prime }} este element neutru, dar și {\displaystyle e*e^{\prime }=e^{\prime }}, deoarece {\displaystyle e\!} este element neutru, prin urmare {\displaystyle e=e^{\prime }}.
2°  Dacă {\displaystyle x^{\prime \prime }} ar fi un alt simetric al elementului {\displaystyle x\in M}, atunci,  ținând seama că {\displaystyle x*x^{\prime \prime }=e} și {\displaystyle x*x^{\prime }=e} avem:  {\displaystyle x^{\prime }=x^{\prime }*e=x^{\prime }*(x*x^{\prime \prime })=(x^{\prime }*x)*x^{\prime \prime }=e*x^{\prime \prime }=x^{\prime \prime }}, deci {\displaystyle x^{\prime }=x^{\prime \prime }}.

### Cărți
- Axler, Sheldon (1997). Linear Algebra Done Right, 2e. Springer. ISBN 0-387-98258-2.

Abstract algebra theory.  Covers commutativity in that context.  Uses property throughout book.
- Goodman, Frederick (2003). Algebra: Abstract and Concrete, Stressing Symmetry, 2e. Prentice Hall. ISBN 0-13-067342-0.

Abstract algebra theory.  Uses commutativity property throughout book.
- Gallian, Joseph (2006). Contemporary Abstract Algebra, 6e. Boston, Mass.: Houghton Mifflin. ISBN 0-618-51471-6.

Linear algebra theory.  Explains commutativity in chapter 1, uses it throughout.

### Articole
- http://www.ethnomath.org/resources/lumpkin1997.pdf Arhivat în 28 februarie 2008, la Wayback Machine. Lumpkin, B. (1997). The Mathematical Legacy Of Ancient Egypt - A Response To Robert Palter. Unpublished manuscript.

Article describing the mathematical ability of ancient civilizations.
- Robins, R. Gay, and Charles C. D. Shute. 1987. The Rhind Mathematical Papyrus: An Ancient Egyptian Text. London: British Museum Publications Limited. ISBN 0-7141-0944-4

Translation and interpretation of the Rhind Mathematical Papyrus.

### Resurse online
- Krowne, Aaron, Commutative la PlanetMath, Accessed 8 august 2007.

Definition of commutativity and examples of commutative operations
- Eric W. Weisstein, Commute la MathWorld., Accessed 8 august 2007.

Explanation of the term commute
- Yark. Examples of non-commutative operations la PlanetMath, Accessed 8 august 2007

Examples proving some noncommutative operations
- O'Conner, J J and Robertson, E F. MacTutor history of real numbers, Accessed 8 august 2007

Article giving the history of the real numbers
- Cabillón, Julio and Miller, Jeff. Earliest Known Uses Of Mathematical Terms Arhivat în 1 mai 2011, la Wayback Machine., Accessed 22 November 2008

Page covering the earliest uses of mathematical terms
- O'Conner, J J and Robertson, E F. MacTutor biography of François Servois Arhivat în 2 septembrie 2009, la Wayback Machine., Accessed 8 august 2007

Biography of Francois Servois, who first used the term